# Mourovani Kourylivtsi
Mourovani Kourylivtsi (ukrainien : Муровані Курилівці, polonais : Murowane Kuryłowce) est une ville de l'oblast de Vinnytsia, dans l'Ouest de l'Ukraine. Elle est le centre administratif du raïon de Mourovani Kourylivtsi.